# Коздоба, Алексей Захарович
Алексей Захарович Коздо́ба (укр. Олексій Захарович Коздоба; 1902—1941) — советский хирург, доктор медицинских наук (1935), профессор.

## Биография
Алексей Коздоба родился в декабре 1902 года в селе Новокрасное (ныне — Арбузинского района Николаевской области Украины). В 1928 году окончил Одесский медицинский институт. В 1928—1929 годах занимал в институте должность декана рабочего факультета. В 1929—1931 годах — директор Всеукраинского медико-аналитического института. В 1931—1941 годах — директор Одесского рентгено-онкологического института. В 1941 году заведовал кафедрой общей хирургии Одесского медицинского института.

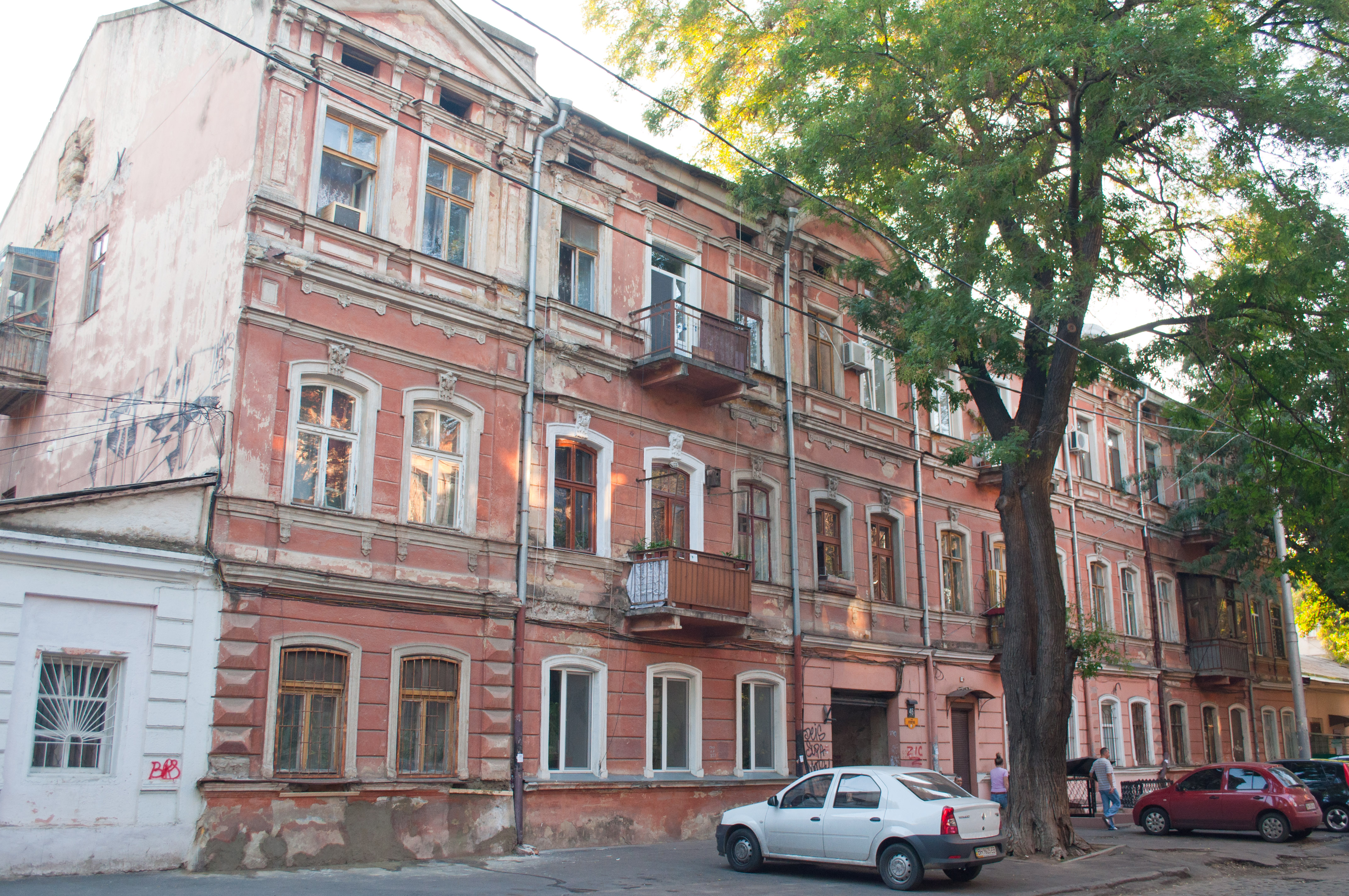
Дом, в котором жил А. З. Коздоба

Занимался исследованиями эндокринологии при хирургических заболеваниях сосудистой системы, витамино- и гормонотерапией инфицированных ран, костной пластикой и заживлением переломов костей, онкологией.
После начала Великой Отечественной войны служил военврачом 1 ранга. Погиб 7 ноября 1941 года у берегов Крыма на теплоходе «Армения», потопленном немецкой авиацией.
В 1923—1941 годах жил в Одессе по адресу Кузнечная улица, 46. Дом Алексея Коздобы признан объектом культурного наследия местного значения.

## Семья
Сын — Леонид Алексеевич Коздоба (род. 14 мая 1932) — специалист в области теплофизики.

## Сочинения
- К вопросу о роли инфекции в патогенезе так называемой самопроизвольной гангрены // Новый хирург. арх. 1931. Т. 12, № 4;
- Противораковая борьба на Одесщине. О., 1934 (соавт.);
- Заживление ран и внутренняя секреция. К., 1935;
- О диагностических ошибках в онкологии. О., 1938 (соавт.);
- Заживление ран и питание // Хирургия. 1939. № 6;
- Диагностические ошибки при опухолевых заболеваниях желудка // Вест. хирургии. 1941. Т. 61, № 5.